# Hjemmeværnets Fortjensttegn
Hjemmeværnets Fortjensttegn er et fortjensttegn i Hjemmeværnet. Tegnet blev indstiftet den 11. februar 1959 og bliver tildelt ved kongelig resolution efter Forsvarsministeriets indstilling. Tildeling kan ske efter en særlig fortjenstfuld og uselvisk indsats til gavn for hjemmeværnet samt pletfri vandel i tjenesten og i privatlivet.
Medaljen er af sølv og er på forsiden præget af Kong Frederik 9.s navnetræk og på bagsiden af medaljen med chefen for Hjemmeværnets våbenskjold og indskriften "Fortjent". Medaljen er ophængt i et krydsbånd med med otte tynde hvide linjer på midten.

## Eksterne links
- retsinformation.dk: Cirkulære om tildeling af Hjemmeværnets fortjensttegn
- forsvaret.dk: Forsvarets medaljer